# Фредерік, принц Данський і Норвезький
Фредерік (дан. Frederik, 11 жовтня 1753 — 7 грудня 1805) — наслідний принц Данії і Норвегії, син короля Фредеріка V і його другої дружини Юліани Марії Брауншвейг-Вольфенбюттельської. З 1772 по 1784 рік був регентом при своєму єдинокровному братові, королі Кристіані VII, що страждав психічним розладом.

## Життєпис
Фредерік народився в палаці Крістіансборг в Копенгагені 11 жовтня 1753 року. З метою забезпечення майбутнього у віці трьох років він був призначений коад'ютором в Любекське єпископство. Це означало, що свого часу він вступить на посаду князя-єпископа, на той момент займану Фрідріхом Августом Ольденбурзький. Однак від цього плану довелося відмовитися, і він залишився в Данії в якості молодшого члена королівської сім'ї.
21 жовтня 1774 року вступив в шлюб з Софією Фридерикою Мекленбургською, дочкою Людвіга Мекленбург-Шверинського й Шарлотти Софії Саксен-Кобург-Заальфельдської.
У 1772 році Фредерік став регентом при своєму недієздатному брате-короля Крістіана VII. Його регентство, проте, було більшою мірою номінальним, оскільки влада в державі належала королеві-матері Юліані Марії і міністру Ове Гег-Гульдберга. У 1784 році в результаті перевороту повноваженнями регента заволодів син Крістіана, кронпринц Фредерік.
Фредерік залишався при дворі, але не мав істотного політичного впливу. Однак, оскільки обидва законних сина кронпринца померли в дитинстві, Фредерік був наступним у лінії престолонаслідування після свого племінника. Зрештою, його старший син Крістіан Фредерік успадкував трон Данії в 1839 році.

## Родина
Дружина — Софія Фридеріка Мекленбург-Шверінська
Діти:
- Юліана Марія (2 травня 1784 — 28 жовтня 1784), померла в дитинстві;
- Крістіан Фредерік (18 вересня 1786 — 20 січня 1848), король Данії і Норвегії, в першому шлюбі був одружений з Шарлоттою Фредерікою Мекленбург-Шверінською, у другому — з Кароліною Амалією Шлезвіг-Гольштейн-Зондербург-Августенбурзькою;
- Юліана Софія (18 лютого 1788 — 9 травня 1850), була одружена з Вільгельмом, ландграфом Гессен-Філіппсталь-Бархфельдскім;
- Луїза Шарлотта (30 жовтня 1789 — 28 березня 1864), була одружена з Вільгельмом Гессен-Кассельской;
- Фердинанд (22 листопада 1792 — 29 червень 1863), був одружений з Кароліною Данською.